# Amtsgericht Gladenbach

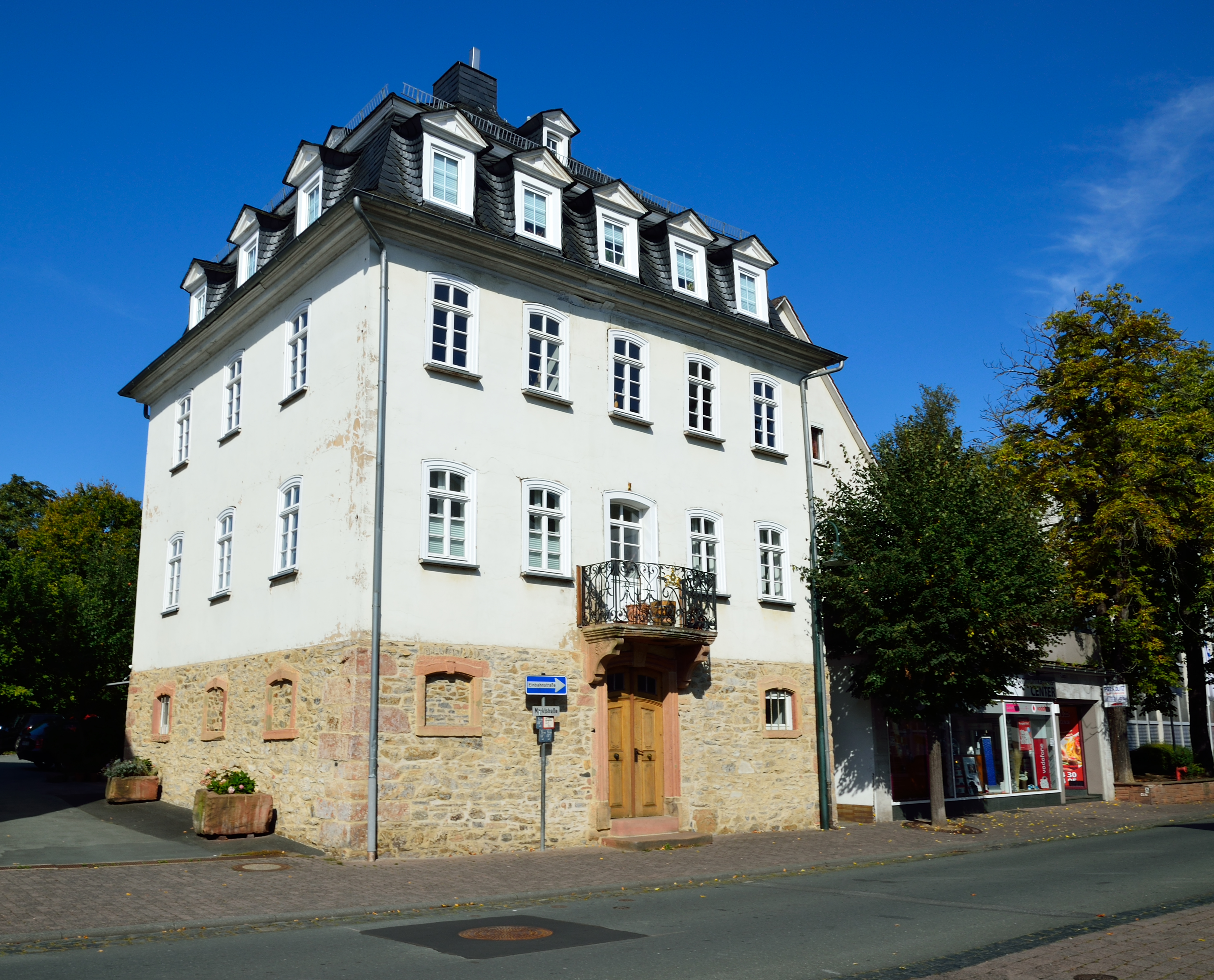
Erstes Gerichtsgebäude bis 1907: Das ehemalige Amtshaus

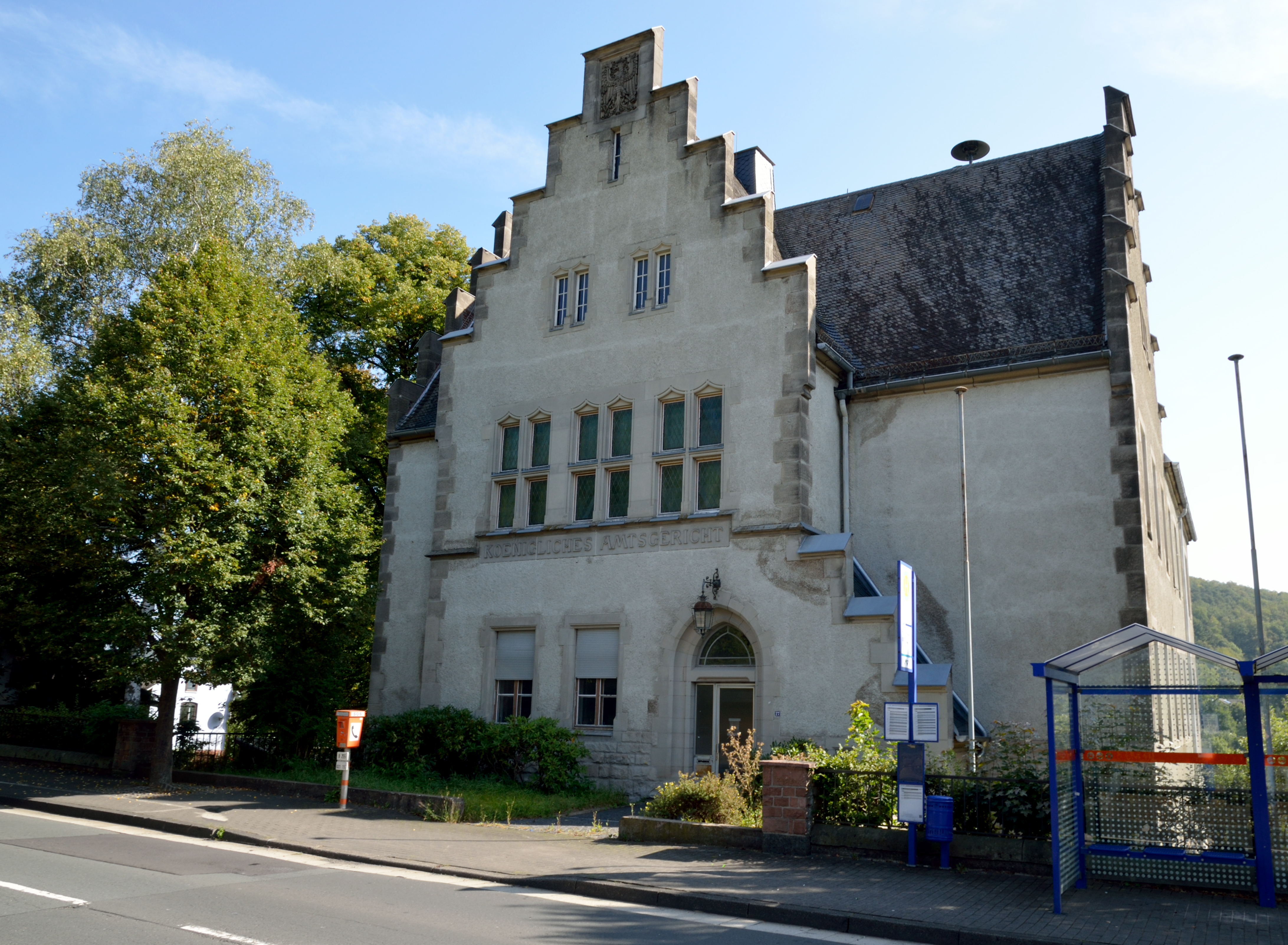
Das Gerichtsgebäude von 1907

Das Amtsgericht Gladenbach war bis 1968 ein Gericht der ordentlichen Gerichtsbarkeit mit Sitz in Gladenbach im heutigen Landkreis Marburg-Biedenkopf in Mittelhessen.

## Geschichte

### Gründung
Nach dem verlorenen Krieg von 1866 musste das Großherzogtum mit dem Friedensvertrag vom 3. September 1866 Gebietsteile an Preußen abtreten. Dazu gehörte auch das Hessische Hinterland (der „Kreis Biedenkopf“) mit dem Bezirk des großherzoglichen Landgerichts Gladenbach. Der Gerichtsbezirk bestand aus
- Ammenhausen,
- Bellnhausen,
- Bischoffen,
- Bottenhorn,
- Dernbach,
- Endbach,
- Erdhausen,
- Friebertshausen,
- Frechenhausen,
- Frohnhausen,
- Gladenbach,
- Günterod,
- Hartenrod,
- Holzhausen,
- Hülshof,
- Kehlnbach,
- Lixfeld,
- Mornshausen an der Salzböde,
- Niederweidbach,
- Oberweidbach,
- Rachelshausen,
- Römershausen,
- Roßbach,
- Roth,
- Rüchenbach,
- Runzhausen,
- Schlierbach,
- Sinkershausen,
- Weidenhausen,
- Wilsbach und
- Wommelshausen.

Dem Gerichtsbezirk wurde um die bis dahin zum Großherzoglich Hessischen Stadtgericht Gießen gehörigen, nun ebenfalls preußisch annektierten Gemeinden erweitert. Es handelte sich um
- Bieber,
- Fellingshausen,
- Frankenbach,
- Hermannstein,
- Königsberg,
- Krumbach,
- Naunheim,
- Rodheim und
- Waldgirmes.

Im Juni 1867 passte Preußen in den erbeuteten Gebieten die Gerichtsorganisation an die eigene Struktur an: Die bisherigen Landgerichte wurden aufgehoben und durch Amtsgerichte ersetzt. Nachfolger des Landgerichts Biedenkopf wurde das Amtsgericht Gladenbach.
Im Zuge dessen erfolgte am 1. September 1867 auch die Zuteilung zum Sprengel des Kreisgerichts Dillenburg.

### Weitere Entwicklung
Aufgrund des Gerichtsverfassungsgesetzes 1877 kam es mit Wirkung zum 1. Oktober 1879 zum Wechsel des Amtsgerichts Gladenbach in den Bezirk des neu errichteten Landgerichts Marburg.
Der Bezirk dieses Amtsgericht bestand nun aus
- Ammenhausen,
- Bellnhausen,
- Bischoffen,
- Dernbach,
- Endbach,
- Erdhausen,
- Fellingshausen,
- Frankenbach,
- Friebertshausen,
- Frohnhausen bei Gladenbach,
- Gladenbach (Marktflecken),
- Günterod,
- Hartenrod,
- Hermannstein,
- Hülshof,
- Kehlnbach,
- Königsberg (Stadtbezirk),
- Krumbach,
- Mornshausen a. d. Salzböde,
- Naunheim,
- Niederweidbach,
- Oberweidbach,
- Rachelshausen.
- Rodheim a. d. Bieber,
- Römershausen,
- Roßbach.
- Rüchenbach,
- Runzhausen,
- Schlierbach,
- Sinkershausen,
- Waldgirmes,
- Weidenhausen,
- Wilsbach und
- Wommelshausen.

Am 27. Oktober 1880 kam der Ort Bottenhorn hinzu.
Mit Wirkung zum 1. Oktober 1902 wurde die Zuständigkeit für Hermannstein, Naunheim und Waldgirmes dem Amtsgericht Wetzlar übertragen, während zugleich Damshausen und Diedenshausen vom Bezirk des Amtsgerichts Biedenkopf sowie Rodenhausen, Seelbach, Rollshausen und Lohra vom Bezirk des Amtsgerichts Fronhausen auf das Amtsgericht Gladenbach übertragen wurden.
Ab dem 1. Oktober 1944 gehörte das Amtsgericht Gladenbach zum Bezirk des Landgerichts Limburg, was zum 1. Januar 1949 wieder rückgängig gemacht wurde.

### Ende
Zum 1. Juli 1968 wurde das Amtsgericht Gladenbach aufgelöst. Es bildete nun eine Zweigstelle des Amtsgerichts Biedenkopf. Am 1. November 2003 wurde auch diese Zweigstelle aufgelöst.

## Gerichtsgebäude
Sitz des Gerichts war zunächst das ehemalige großherzogliche Amtshaus (Marktstraße 9), das schon vom Landgericht Gladenbach genutzt worden war. Das dreistöckige Fachwerkhaus wurde 1757 für die Verwaltung des Amts Blankenstein errichtet. Im Jahre 1854 ging das Haus in die Nutzung der Justizverwaltung über. Es ist ein Kulturdenkmal aufgrund des Hessischen Denkmalschutzgesetzes.
Nachdem das Gebäude nicht mehr den Anforderungen entsprach, wurde 1906 bis 1907 ein Neubau errichtet (Gießener Straße 27). Auch dieses Gebäude steht heute unter Denkmalschutz.

## Richter
Folgende Richter wirkten am Gericht:
- 1867–1875: Amtsrichter Theodor Klingelhöfer (ab 1867: Oberamtsrichter)
- 1867–1878: Amtsrichter Julius Hess (ab 1874: Oberamtsrichter)
- 1876–1896: Amtsrichter Josef Gelhard (ab 1888: Amtsgerichtsrat)
- 1876–1879: Amtsrichter Hugo Hatzfeld
- 1878–1882: Amtsrichter Wilhelm Seyberth
- 1882–1891: Amtsrichter Boldemann
- 1891–1898: Amtsrichter Clebsch
- 1897–1908: Amtsrichter Gleim (an 1906: Amtsgerichtsrat)
- 1898–1901: Amtsrichter Laves
- 1901–1924: Amtsrichter Hugo Wagner (ab 1910: Amtsgerichtsrat)
- 1908–1922: Amtsrichter Happel (ab 1910: Amtsgerichtsrat)
- 1922–1949: Amtsrichter Paul Volckmar
- 1927–1948: Amtsrichter Walter Hadlich
- 1949–1955: Amtsrichter Knoll
- 1956–1857: Oberamtsrichter z.Wv. Wittenberg
- 1958–1958: Amtsgerichtsrat Hans Günther Dreßler
- 1958–1960: Amtsgerichtsrat Ernst Scholl
- 1960–1968: Amtsgerichtsrat Wilhelm Dörr (ab 1965: Oberamtsrichter)